# Samantha Lorraine
Samantha Lorraine Luis (Los Ángeles, California; 11 de mayo de 2007) es una actriz cubano-estadounidense, mejor conocida por sus papeles en ¡No estás invitada a mi bat mitzvá! (2023) y Dora en busca del Sol Dorado (2025).

## Primeros años
Nacida en 2007, se crio en Los Ángeles. Sus padres, Mat y Candy Lorraine, observaron su temprano interés por la actuación y apoyaron activamente su búsqueda de una carrera como actriz. Alentaron su participación en producciones teatrales locales y la inscribieron en clases de actuación, fomentando su desarrollo desde temprana edad.

## Carrera
Su carrera comenzó en el programa de televisión Kid Stew en 2020. Ese mismo año, apareció como la joven Hope Bennett en The Walking Dead: World Beyond de AMC.
En 2023, tuvo un papel principal en la comedia de Netflix ¡No estás invitada a mi bat mitzvah!, dirigida por Sammi Cohen. Interpretó el papel de una chica judía-hispana, Lydia, que se enamora del mismo chico del que también está enamorada su mejor amiga Stacy, interpretada por Sunny Sandler.
En 2024, se anunció que Lorraine protagonizaría a Dora Márquez en live-action en Dora en busca del Sol Dorado. La película es un reboot, dirigido por Alberto Belli, se estrenó en julio de 2025 y fue calificada como la sexta Dora de la franquicia. Samantha, al tener experiencia como gimnasta y bailarina, pudo realizar las acrobacias de la película ella misma.
También en 2024, se anunció que Lorraine protagonizará el thriller de terror Night Comes junto a Dafne Keen como hermanas supervivientes en un mundo apocalíptico. La película, dirigida por Jay Hernández, se encuentra en fase de postproducción.

## Filmografía
| Año  | Título                                | Role                 | Notas                  |
| ---- | ------------------------------------- | -------------------- | ---------------------- |
| 2020 | Kid Stew                              | Samantha             | 10 episodios           |
| 2020 | The Walking Dead: World Beyond        | Hope Bennett (niña)  | 3 episodios            |
| 2021 | El Muchacho Que Bateaba Sólo Jonrones | Ally                 | Película de televisión |
| 2023 | The Love Advisor                      | Lucy                 | Película de televisión |
| 2023 | ¡No estás invitada a mi bat mitzvá!   | Lydia Rodríguez Katz | Protagonista           |
| 2025 | Dora en busca del Sol Dorado          | Dora Márquez         |                        |
| 2025 | Night Comes                           |                      | En postproducción      |